# Warwick Towers
La Warwick Towers  est un gratte-ciel résidentiel de 110 mètres de hauteur, construit à Houston au Texas en 1983. 
Le gratte-ciel est de style brutaliste.
Les logements situés entre les deux pans de l'immeuble sont occupés par des appartements de luxe.
Les architectes de l'immeuble sont l'agence Golemon & Rolfe Associates et l'agence Werlin, Deane and Associates